# Gabriel Ferrandis i Barrachina
Fra Gabriel Ferrandis i Barrachina   (Paiporta, 1701 - València, 1782) va ser un destacat religiós, predicador, frare dominic i teòleg valencià, autor de diverses obres religioses en valencià destinades a l’ensenyament del poble. La seua producció escrita mostra un clar compromís amb la transmissió de la doctrina cristiana d’una manera senzilla i accessible per a totes les capes socials.
Entre les seues obres més destacades es troben dues publicacions catequètiques escrites en llengua vernacla: «Instrucció moral, breu y clara de lo que los pares y amos dehuen amostrar a la família» (Josep Thomàs Lucas, València, 1739) i «Doctrina christiana: explicació de lo que necessàriament deu saber un christià pera salvarse» (Viuda de Josep d’Orga, València, 1770).
Aquests llibrets foren editats amb la intenció d’educar el poble en la fe cristiana de manera entenedora, tal com s’explica en el pròleg d’una de les obres: «per a que en més facilitat puguen tots complir en lo que no els va meñs que la salvació».

Aquesta frase resumeix la voluntat de Ferrandis de posar el coneixement religiós a l’abast de tothom, especialment en una època en què l’analfabetisme era generalitzat i la instrucció religiosa depenia sovint de textos en llatí o en castellà poc accessibles.